# Teresa Trull
Teresa Trull (Durham, Carolina del Norte, 20 de junio de 1954) es una cantautora y productora discográfica estadounidense. Es reconocida como una de las pioneras de la "Women's music" (música de mujeres), con su álbum debut The Ways a Woman Can Be publicado por Olivia Records en 1977.

## Carrera
Teresa grabó seis álbumes de estudio entre 1977 y 1997, dos de ellos junto a la pianista Barbara Higbie y uno junto a la cantante Cris Williamson. Ha grabado música y girado con artistas como Bonnie Hayes, David Sanborn, Andy Narell, Darol Anger, Mike Marshall, Alex DeGrassi, Joan Báez, Linda Tillery, Cris Williamson, Holly Near y Tracy Nelson. Ha dado conciertos alrededor del mundo, desde Puerto Rico a Egipto y desde Costa Rica a Grecia. También ha trabajado como compositora para la banda The Whispers, entre otras. Ha sido nominada en dos ocasiones para el premio Mejor Productor de un álbum independiente en los New York Music Awards.

## Discografía

### Estudio
| Título                                | Discográfica | Número de inventario | Año de publicación |
| ------------------------------------- | ------------ | -------------------- | ------------------ |
| The Ways a Woman Can Be               | Olivia       | LF 910               | 1977               |
| Let it Be Known                       | Olivia       | LF923                | 1980               |
| Unexpected (con Barbara Higbie)       | Second Wave  | ORCD22001            | 1983               |
| A Step Away                           | Redwood      | RR412                | 1986               |
| Country Blessed (con Cris Williamson) | Second Wave  | CD 22013             | 1989               |
| Playtime (con Barbara Higbie)         | Slowbaby     | CD8-2212-2           | 1997               |